# Henri d'Artois
Henri Charles Ferdinand Marie Dieudonné d'Artois (Parijs, 29 september 1820 – Lanzenkirchen, 24 augustus 1883), hertog van Bordeaux (1820-1830), graaf van Chambord (1830-1883), was van 2 tot 9 augustus 1830 Koning van Frankrijk en Navarra als Hendrik V, en van 1844 tot 1883 legitimistisch pretendent naar de Franse troon.

## Levensloop
Henri werd geboren in het Tuilerieënpaleis in Parijs. Hij was de postume zoon van Karel Ferdinand van Berry (1778-1820), de tweede zoon van koning Karel X van Frankrijk en Maria Carolina van Bourbon-Sicilië (1798-1870), een dochter van Frans I der Beide Siciliën. Omdat zijn geboorte het voortbestaan van de "legitieme" tak van het huis Bourbon betekende, werd hij als l'enfant du miracle begroet. Op zijn doopdag, 1 mei 1821, kreeg hij het Kasteel van Chambord.
Na de Julirevolutie van 1830 traden Karel X en diens oudste zoon Lodewijk (XIX) Anton af ten gunste van Henri, maar ook hij moest met de troonsbestijging van Lodewijk Filips het land ontvluchten. Hij werd naar Praag gebracht en opgevoed door onder meer jezuïeten in absolutistische en ultramontane geest. Op een lange reis door Europa brak hij in 1841 door een val van zijn paard een been, waardoor hij blijvend mank raakte. Vervolgens vestigde hij zich in Gorizia en later op Schloss Frohsdorf in Lanzenkirchen.
Henri werd na de dood van Karel X (1836) en Lodewijk Anton (1844) familiehoofd en enige Legitimistische pretendent. In deze hoedanigheid noemde hij zich graaf van Chambord. Gedurende de Julimonarchie (1830-1848) en de Tweede Republiek (1848-1852) liet hij zich weinig gelden, maar onder Napoleon III trad hij weer op de voorgrond. Hij won in 1873 de rivaliserende orleanisten, aanhangers van de tak van Lodewijk Filips, voor zich door hun pretendent als opvolger te erkennen.
Zijn eigen huwelijk (1846) met Maria Theresia van Oostenrijk-Este, dochter van Frans IV van Modena, was kinderloos. Na de val van Napoleon III en vooral na het aftreden van Adolphe Thiers in 1873 leek herstel van de monarchie zeer dichtbij. De restauratie ging echter te elfder ure niet door omdat Henri weigerde de Tricolore, symbool van de door hem gehate Franse Revolutie, als vlag te aanvaarden. Hij vervreemdde veel monarchisten van zijn beweging door zijn sterk reactionaire inslag, verwoord in zijn geschriften Mes idées (1872), Manifestes et programmes politiques, 1848–73 (1873) en De l'institution d'une régence (1874). In 1874 wees de Nationale Vergadering herstel van de monarchie met 272 tegen 79 stemmen af en het jaar daarna werd officieel de republiek ingevoerd.
Chambord bleef de rest van zijn leven in ballingschap en stierf in 1883 op Schloss Frohsdorf. Hij werd bijgezet in de crypte van Karel X te Gorizia (thans Nova Gorica). De meeste Legitimisten steunden hierna de Orleanistische pretendent Philippe, graaf van Parijs, maar een minderheid beschouwde de carlistische pretendent Juan, graaf van Montizón, hoofd van de oudste tak van het Huis Bourbon, als opvolger.

## Kwartierstaat
| Lodewijk van Frankrijk (1729-1765) | Lodewijk van Frankrijk (1729-1765) | Lodewijk van Frankrijk (1729-1765) | Lodewijk van Frankrijk (1729-1765) | Lodewijk van Frankrijk (1729-1765) | Lodewijk van Frankrijk (1729-1765) | Maria Josepha van Saksen (1731-1767) | Maria Josepha van Saksen (1731-1767) | Maria Josepha van Saksen (1731-1767) | Maria Josepha van Saksen (1731-1767) | Maria Josepha van Saksen (1731-1767)  | Maria Josepha van Saksen (1731-1767)  |                                       |                                       | Victor Amadeus III van Sardinië (1726-1796) | Victor Amadeus III van Sardinië (1726-1796) | Victor Amadeus III van Sardinië (1726-1796) | Victor Amadeus III van Sardinië (1726-1796) | Victor Amadeus III van Sardinië (1726-1796) | Victor Amadeus III van Sardinië (1726-1796) | Maria Antonia van Bourbon (1729-1785)  | Maria Antonia van Bourbon (1729-1785)  | Maria Antonia van Bourbon (1729-1785)  | Maria Antonia van Bourbon (1729-1785)  | Maria Antonia van Bourbon (1729-1785) | Maria Antonia van Bourbon (1729-1785) |  |  | Ferdinand I der Beide Siciliën (1751-1825) | Ferdinand I der Beide Siciliën (1751-1825) | Ferdinand I der Beide Siciliën (1751-1825) | Ferdinand I der Beide Siciliën (1751-1825) | Ferdinand I der Beide Siciliën (1751-1825) | Ferdinand I der Beide Siciliën (1751-1825) | Maria Carolina van Oostenrijk (1752-1814) | Maria Carolina van Oostenrijk (1752-1814) | Maria Carolina van Oostenrijk (1752-1814) | Maria Carolina van Oostenrijk (1752-1814) | Maria Carolina van Oostenrijk (1752-1814)      | Maria Carolina van Oostenrijk (1752-1814)      |                                                |                                                | Keizer Leopold II (1747-1792)                  | Keizer Leopold II (1747-1792)                  | Keizer Leopold II (1747-1792)               | Keizer Leopold II (1747-1792)               | Keizer Leopold II (1747-1792)               | Keizer Leopold II (1747-1792)               | Marie Louise van Bourbon (1745-1792)        | Marie Louise van Bourbon (1745-1792)        | Marie Louise van Bourbon (1745-1792) | Marie Louise van Bourbon (1745-1792) | Marie Louise van Bourbon (1745-1792) | Marie Louise van Bourbon (1745-1792) |  |  |  |  |  |  |  |  |  |  |  |  |  |  |  |  |  |  |  |  |  |  |  |  |  |  |  |  |  |  |  |  |  |  |  |  |  |  |  |  |  |  |  |  |  |  |  |  |
| Lodewijk van Frankrijk (1729-1765) | Lodewijk van Frankrijk (1729-1765) | Lodewijk van Frankrijk (1729-1765) | Lodewijk van Frankrijk (1729-1765) | Lodewijk van Frankrijk (1729-1765) | Lodewijk van Frankrijk (1729-1765) | Maria Josepha van Saksen (1731-1767) | Maria Josepha van Saksen (1731-1767) | Maria Josepha van Saksen (1731-1767) | Maria Josepha van Saksen (1731-1767) | Maria Josepha van Saksen (1731-1767)  | Maria Josepha van Saksen (1731-1767)  |                                       |                                       | Victor Amadeus III van Sardinië (1726-1796) | Victor Amadeus III van Sardinië (1726-1796) | Victor Amadeus III van Sardinië (1726-1796) | Victor Amadeus III van Sardinië (1726-1796) | Victor Amadeus III van Sardinië (1726-1796) | Victor Amadeus III van Sardinië (1726-1796) | Maria Antonia van Bourbon (1729-1785)  | Maria Antonia van Bourbon (1729-1785)  | Maria Antonia van Bourbon (1729-1785)  | Maria Antonia van Bourbon (1729-1785)  | Maria Antonia van Bourbon (1729-1785) | Maria Antonia van Bourbon (1729-1785) |  |  | Ferdinand I der Beide Siciliën (1751-1825) | Ferdinand I der Beide Siciliën (1751-1825) | Ferdinand I der Beide Siciliën (1751-1825) | Ferdinand I der Beide Siciliën (1751-1825) | Ferdinand I der Beide Siciliën (1751-1825) | Ferdinand I der Beide Siciliën (1751-1825) | Maria Carolina van Oostenrijk (1752-1814) | Maria Carolina van Oostenrijk (1752-1814) | Maria Carolina van Oostenrijk (1752-1814) | Maria Carolina van Oostenrijk (1752-1814) | Maria Carolina van Oostenrijk (1752-1814)      | Maria Carolina van Oostenrijk (1752-1814)      |                                                |                                                | Keizer Leopold II (1747-1792)                  | Keizer Leopold II (1747-1792)                  | Keizer Leopold II (1747-1792)               | Keizer Leopold II (1747-1792)               | Keizer Leopold II (1747-1792)               | Keizer Leopold II (1747-1792)               | Marie Louise van Bourbon (1745-1792)        | Marie Louise van Bourbon (1745-1792)        | Marie Louise van Bourbon (1745-1792) | Marie Louise van Bourbon (1745-1792) | Marie Louise van Bourbon (1745-1792) | Marie Louise van Bourbon (1745-1792) |  |  |  |  |  |  |  |  |  |  |  |  |  |  |  |  |  |  |  |  |  |  |  |  |  |  |  |  |  |  |  |  |  |  |  |  |  |  |  |  |  |  |  |  |  |  |  |  |
|                                    |                                    |                                    |                                    |                                    |                                    |                                      |                                      |                                      |                                      |                                       |                                       |                                       |                                       |                                             |                                             |                                             |                                             |                                             |                                             |                                        |                                        |                                        |                                        |                                       |                                       |  |  |                                            |                                            |                                            |                                            |                                            |                                            |                                           |                                           |                                           |                                           |                                                |                                                |                                                |                                                |                                                |                                                |                                             |                                             |                                             |                                             |                                             |                                             |                                      |                                      |                                      |                                      |  |  |  |  |  |  |  |  |  |  |  |  |  |  |  |  |  |  |  |  |  |  |  |  |  |  |  |  |  |  |  |  |  |  |  |  |  |  |  |  |  |  |  |  |  |  |  |  |
|                                    |                                    |                                    |                                    | Karel X van Frankrijk (1757-1836)  | Karel X van Frankrijk (1757-1836)  | Karel X van Frankrijk (1757-1836)    | Karel X van Frankrijk (1757-1836)    | Karel X van Frankrijk (1757-1836)    | Karel X van Frankrijk (1757-1836)    |                                       |                                       |                                       |                                       |                                             |                                             | Maria Theresia van Savoye (1756−1805)       | Maria Theresia van Savoye (1756−1805)       | Maria Theresia van Savoye (1756−1805)       | Maria Theresia van Savoye (1756−1805)       | Maria Theresia van Savoye (1756−1805)  | Maria Theresia van Savoye (1756−1805)  |                                        |                                        |                                       |                                       |  |  |                                            |                                            |                                            |                                            | Frans I der Beide Siciliën (1777-1830)     | Frans I der Beide Siciliën (1777-1830)     | Frans I der Beide Siciliën (1777-1830)    | Frans I der Beide Siciliën (1777-1830)    | Frans I der Beide Siciliën (1777-1830)    | Frans I der Beide Siciliën (1777-1830)    |                                                |                                                |                                                |                                                |                                                |                                                | Maria Clementine van Oostenrijk (1777-1801) | Maria Clementine van Oostenrijk (1777-1801) | Maria Clementine van Oostenrijk (1777-1801) | Maria Clementine van Oostenrijk (1777-1801) | Maria Clementine van Oostenrijk (1777-1801) | Maria Clementine van Oostenrijk (1777-1801) |                                      |                                      |                                      |                                      |  |  |  |  |  |  |  |  |  |  |  |  |  |  |  |  |  |  |  |  |  |  |  |  |  |  |  |  |  |  |  |  |  |  |  |  |  |  |  |  |  |  |  |  |  |  |  |  |
|                                    |                                    |                                    |                                    | Karel X van Frankrijk (1757-1836)  | Karel X van Frankrijk (1757-1836)  | Karel X van Frankrijk (1757-1836)    | Karel X van Frankrijk (1757-1836)    | Karel X van Frankrijk (1757-1836)    | Karel X van Frankrijk (1757-1836)    |                                       |                                       |                                       |                                       |                                             |                                             | Maria Theresia van Savoye (1756−1805)       | Maria Theresia van Savoye (1756−1805)       | Maria Theresia van Savoye (1756−1805)       | Maria Theresia van Savoye (1756−1805)       | Maria Theresia van Savoye (1756−1805)  | Maria Theresia van Savoye (1756−1805)  |                                        |                                        |                                       |                                       |  |  |                                            |                                            |                                            |                                            | Frans I der Beide Siciliën (1777-1830)     | Frans I der Beide Siciliën (1777-1830)     | Frans I der Beide Siciliën (1777-1830)    | Frans I der Beide Siciliën (1777-1830)    | Frans I der Beide Siciliën (1777-1830)    | Frans I der Beide Siciliën (1777-1830)    |                                                |                                                |                                                |                                                |                                                |                                                | Maria Clementine van Oostenrijk (1777-1801) | Maria Clementine van Oostenrijk (1777-1801) | Maria Clementine van Oostenrijk (1777-1801) | Maria Clementine van Oostenrijk (1777-1801) | Maria Clementine van Oostenrijk (1777-1801) | Maria Clementine van Oostenrijk (1777-1801) |                                      |                                      |                                      |                                      |  |  |  |  |  |  |  |  |  |  |  |  |  |  |  |  |  |  |  |  |  |  |  |  |  |  |  |  |  |  |  |  |  |  |  |  |  |  |  |  |  |  |  |  |  |  |  |  |
|                                    |                                    |                                    |                                    |                                    |                                    |                                      |                                      |                                      |                                      | Karel Ferdinand van Berry (1778−1820) | Karel Ferdinand van Berry (1778−1820) | Karel Ferdinand van Berry (1778−1820) | Karel Ferdinand van Berry (1778−1820) | Karel Ferdinand van Berry (1778−1820)       | Karel Ferdinand van Berry (1778−1820)       |                                             |                                             |                                             |                                             |                                        |                                        |                                        |                                        |                                       |                                       |  |  |                                            |                                            |                                            |                                            |                                            |                                            |                                           |                                           |                                           |                                           | Maria Carolina van Bourbon-Sicilië (1798−1870) | Maria Carolina van Bourbon-Sicilië (1798−1870) | Maria Carolina van Bourbon-Sicilië (1798−1870) | Maria Carolina van Bourbon-Sicilië (1798−1870) | Maria Carolina van Bourbon-Sicilië (1798−1870) | Maria Carolina van Bourbon-Sicilië (1798−1870) |                                             |                                             |                                             |                                             |                                             |                                             |                                      |                                      |                                      |                                      |  |  |  |  |  |  |  |  |  |  |  |  |  |  |  |  |  |  |  |  |  |  |  |  |  |  |  |  |  |  |  |  |  |  |  |  |  |  |  |  |  |  |  |  |  |  |  |  |
|                                    |                                    |                                    |                                    |                                    |                                    |                                      |                                      |                                      |                                      | Karel Ferdinand van Berry (1778−1820) | Karel Ferdinand van Berry (1778−1820) | Karel Ferdinand van Berry (1778−1820) | Karel Ferdinand van Berry (1778−1820) | Karel Ferdinand van Berry (1778−1820)       | Karel Ferdinand van Berry (1778−1820)       |                                             |                                             |                                             |                                             |                                        |                                        |                                        |                                        |                                       |                                       |  |  |                                            |                                            |                                            |                                            |                                            |                                            |                                           |                                           |                                           |                                           | Maria Carolina van Bourbon-Sicilië (1798−1870) | Maria Carolina van Bourbon-Sicilië (1798−1870) | Maria Carolina van Bourbon-Sicilië (1798−1870) | Maria Carolina van Bourbon-Sicilië (1798−1870) | Maria Carolina van Bourbon-Sicilië (1798−1870) | Maria Carolina van Bourbon-Sicilië (1798−1870) |                                             |                                             |                                             |                                             |                                             |                                             |                                      |                                      |                                      |                                      |  |  |  |  |  |  |  |  |  |  |  |  |  |  |  |  |  |  |  |  |  |  |  |  |  |  |  |  |  |  |  |  |  |  |  |  |  |  |  |  |  |  |  |  |  |  |  |  |
|                                    |                                    |                                    |                                    |                                    |                                    |                                      |                                      |                                      |                                      |                                       |                                       |                                       |                                       |                                             |                                             |                                             |                                             |                                             |                                             |                                        |                                        |                                        |                                        |                                       |                                       |  |  |                                            |                                            |                                            |                                            |                                            |                                            |                                           |                                           |                                           |                                           |                                                |                                                |                                                |                                                |                                                |                                                |                                             |                                             |                                             |                                             |                                             |                                             |                                      |                                      |                                      |                                      |  |  |  |  |  |  |  |  |  |  |  |  |  |  |  |  |  |  |  |  |  |  |  |  |  |  |  |  |  |  |  |  |  |  |  |  |  |  |  |  |  |  |  |  |  |  |  |  |
|                                    |                                    |                                    |                                    |                                    |                                    |                                      |                                      |                                      |                                      |                                       |                                       |                                       |                                       |                                             |                                             |                                             |                                             |                                             |                                             |                                        |                                        |                                        |                                        |                                       |                                       |  |  |                                            |                                            |                                            |                                            |                                            |                                            |                                           |                                           |                                           |                                           |                                                |                                                |                                                |                                                |                                                |                                                |                                             |                                             |                                             |                                             |                                             |                                             |                                      |                                      |                                      |                                      |  |  |  |  |  |  |  |  |  |  |  |  |  |  |  |  |  |  |  |  |  |  |  |  |  |  |  |  |  |  |  |  |  |  |  |  |  |  |  |  |  |  |  |  |  |  |  |  |
|                                    |                                    |                                    |                                    |                                    |                                    |                                      |                                      |                                      |                                      |                                       |                                       |                                       |                                       |                                             |                                             |                                             |                                             | Louise Maria van Frankrijk (1819-1864)      | Louise Maria van Frankrijk (1819-1864)      | Louise Maria van Frankrijk (1819-1864) | Louise Maria van Frankrijk (1819-1864) | Louise Maria van Frankrijk (1819-1864) | Louise Maria van Frankrijk (1819-1864) |                                       |                                       |  |  |                                            |                                            | Hendrik V van Frankrijk (1820-1883)        | Hendrik V van Frankrijk (1820-1883)        | Hendrik V van Frankrijk (1820-1883)        | Hendrik V van Frankrijk (1820-1883)        | Hendrik V van Frankrijk (1820-1883)       | Hendrik V van Frankrijk (1820-1883)       |                                           |                                           |                                                |                                                |                                                |                                                |                                                |                                                |                                             |                                             |                                             |                                             |                                             |                                             |                                      |                                      |                                      |                                      |  |  |  |  |  |  |  |  |  |  |  |  |  |  |  |  |  |  |  |  |  |  |  |  |  |  |  |  |  |  |  |  |  |  |  |  |  |  |  |  |  |  |  |  |  |  |  |  |

## Trivia
- Het kasteel van Chambord ging na zijn dood naar zijn neef Robert I van Parma.